# Roger Jean-Claude Mbede
Ne doit pas être confondu avec Jean-Claude Mbede Fouda.
Roger Jean-Claude Mbede, né le 13 juin 1979 et mort le 10 janvier 2014, est un Camerounais condamné à trois ans de prison pour homosexualité.

## Biographie
Roger Jean-Claude Mbede est étudiant en philosophie à Yaoundé.
Le 2 mars 2011, il est arrêté par des gendarmes pour avoir envoyé un SMS à un homme, à qui il avouait des sentiments amoureux. Roué de coups pendant son audition, il est détenu une semaine à la gendarmerie du Lac de Yaoundé puis est transféré à la prison centrale de Kondengui, « un établissement surpeuplé où les conditions sanitaires sont déplorables et la nourriture insuffisante » note Amnesty International. Durant la procédure, il reconnaît de précédentes aventures homosexuelles. Le 28 avril suivant, comme le prévoit le Code pénal (peine maximale de cinq ans), il est condamné à trois ans de prison pour « homosexualité et tentative d’homosexualité »,. 
Le 3 mai 2011, son avocat fait appel. 
Le 16 juillet 2012, Roger Jean-Claude Mbede obtient une libération provisoire avant le procès en appel en raison de problèmes de santé. Il devient une figure iconique de la lutte pour les droits LGBT au Cameroun. Le 13 septembre 2012, une pétition en sa faveur recueille 120 000 signatures ; R. Jean-Caude Mbede espère alors un abandon des charges contre lui. Le 15 décembre, quatre hommes l'agressent et le 17, la cour d'appel de Yaoundé confirme le premier jugement. Son avocat forme alors un pourvoi en cassation auprès de la Cour suprême. De crainte d'être à nouveau agressé et réincarcéré, il rentre dans son village natal.
En juillet 2013, un cancer des testicules lui est diagnostiqué. Séquestré dans une chambre par son entourage, il meurt le 10 janvier 2014 à l'âge de 34 ans. L'une de ses avocates, Alice Nkom, accuse sa famille de l'avoir « laissé crever »,,.
Son histoire est devenu un symbole pour le combat en faveur des droits LGBT au Cameroun et un sujet d'attention internationale. Si la procédure avait été menée à terme, stoppée en raison de son décès, l'affaire aurait été la première affaire sur le sujet jugée par la Cour suprême. Alice Nkom déclare qu'il « n'est pas mort pour rien » et qu'elle continuera son combat pour obtenir une décision de la plus haute juridiction pour décriminaliser l'homosexualité.